# Stefano Unterthiner
Stefano Unterthiner (Aosta, 16 dicembre 1970) è un fotografo e divulgatore scientifico italiano.

## Biografia
Nato in Valle d'Aosta, ha iniziato a interessarsi alla fotografia a 17 anni. Si è laureato in Scienze Naturali all'università di Torino, dopodiché nel 2000 ha ottenuto un dottorato di ricerca in zoologia all'Università di Aberdeen. Terminati gli studi, ha intrapreso la carriera di fotografo naturalista. Nel corso degli anni si è specializzato nel raccontare la vita degli animali selvatici, trascorrendo diversi mesi a stretto contatto con i suoi soggetti. Nel 2009 ha iniziato a collaborare per il National Geographic.
Nel 2009 è co-fondatore della casa editrice Ylaios, con la quale pubblica i suoi ultimi libri. Nel dicembre del 2010 apre una sua galleria fotografica al Forte di Bard, in Valle d'Aosta, la Little Wild Gallery, grazie anche ad una sponsorizzazione di Epson Italia. Nel gennaio 2012 è scelto come testimonial della regione Valle d'Aosta per VIVA, un progetto di turismo ecosostenibile. Nel 2013 firma il calendario italiano della Epson, dedicato alla fotografia d'autore. Nel 2014 entra a far parte del comitato nazionale etico-scientifico di Mountain wilderness. Nel 2018 è scelto come ambasciatore per Epson per la campagna europea This is my truth.
Le sue immagini sono state esposte in numerose mostre personali, sia in Italia che all'estero. Nel 2012 una sua mostra personale intitolata Living with nature è esposta presso la galleria Konica-Minolta a Tokyo. Nel 2019 una sua ampia retrospettiva dal titolo Una vita selvaggia è esposta al Forte di Bard.
Tra il 2019 e il 2020 trascorre un anno nell'arcipelago delle Svalbard, assieme alla sua famiglia, per il progetto Una famiglia nell'Artico col quale il fotografo si impegna a sensibilizzare l'opinione pubblica sul tema del cambiamento climatico. Il lavoro realizzato dal fotografo nel corso dell'anno trascorso alle Svalbard è raccolto nel libro Un mondo diverso.
È stato membro di The Photo Society, che lascia a fine 2021, e della ILCP International League of Conservation Photographers dal 2007 al 2014.

## Premi
Con uno dei suoi primi lavori, nel 2000 ha vinto il premio 'Mario Pastore', ed è stato insignito del titolo di 'Miglior giovane giornalista per l'ambiente'. Per il suo impegno per la conservazione della natura, e in particolare per i suoi lavori sulle specie in pericolo di estinzione, nel settembre 2004 gli è stato consegnato il 'Premio Nazionale di Ecologia Luigiano d'oro'. Nel 2011, vince il secondo premio, tra le storie, nella categoria 'Natura' al World Press Photo 2011. È il fotografo italiano più premiato di sempre al Wildlife Photographer of the Year: le sue immagini sono state premiate in nove edizioni, vincendo il primo premio di una categoria nel 2008, 2011, 2016 e 2021. Nel marzo 2017 gli viene conferito il premio alla carriera Anello verde, per i suoi vent'anni di attività professionale. A ottobre 2021 gli è assegnato il premio "Anima" per la fotografia "Per la qualità di un lavoro che unisce impegno ambientale ed efficacia della narrazione".

## Pubblicazioni
È autore di nove libri fotografici: "Un mondo diverso" (Ylaios, 2021), "On assignment. Una vita selvaggia" (Ylaios, 2019), "Il sentiero perduto" (Ylaios, 2015), "Gli angeli dell'inverno" (Ylaios, 2010), "Le notti dell'orso" (Ylaios, 2009), "L'Odissea del re. L'avventuroso viaggio del pinguino reale" (Éditions de La Martinière, 2008), "Fred. Storia di una volpe di montagna" (Musumeci editore, 2004), "Camosci" (Musumeci editore, 2002), "Boschi e Camosci, Fiori rossi e Ghiacciai" (Musumeci editore, 2000).
I suoi lavori sono pubblicati sulle più importanti riviste internazionali tra cui: National Geographic, GEO, BBC Wildlife, Terre Sauvage, Animan, Airone, L'illustré e molte altre. Molti dei suoi lavori sono realizzati in collaborazione con la moglie, la divulgatrice scientifica Stéphanie Françoise.
Comincia a lavorare per il National Geographic nel 2009, diventando il primo italiano a pubblicare un servizio fotografico completo sulla prestigiosa rivista statunitense. Attualmente, i suoi lavori pubblicati sul National Geographic (oltre a numerosi articoli pubblicati sull'edizione italiana della rivista) sono:
- “Every Bird a King” (settembre 2009)[6];
- "Swan Serenade" (dicembre 2010)[7];
- "A Monkey That Knows No Bounds" (agosto 2011)[8];
- "Once upon a Dragon" (gennaio, 2014)[9];
- "Paradise Found" (febbraio, 2015)[10];
- "A Fight to Survive" (marzo, 2017)[11];
- "Australia’s beloved kangaroos are now controversial pests"  (febbraio, 2019)[12]